# Grania sperantia
Grania sperantia är en ringmaskart som beskrevs av Rota, Wang och Erséus 2007. Grania sperantia ingår i släktet Grania och familjen småringmaskar. Inga underarter finns listade i Catalogue of Life.